# هاشم (الجزایر)
هاشم (انگلیسی: Hachem) یک شهر در استان معسکر کشور الجزایر است.